# إيليان كرياكوف
إيليان كرياكوف (بالبلغارية: Илиян Киряков)‏ (مواليد 4 أغسطس 1967) هو لاعب كرة قدم. يلعب مع منتخب بلغاريا لكرة القدم. سبق له أن لعب في كأس العالم لكرة القدم مع منتخب بلاده.

## روابط خارجية
- إيليان كرياكوف على موقع الاتحاد الدولي (مؤرشف)  (الإنجليزية)
- إيليان كرياكوف على موقع قاعدة بيانات كرة القدم.إي يو (الإنجليزية)
- إيليان كرياكوف على موقع ناشيونال فوتبول تيمز (الإنجليزية)
- إيليان كرياكوف على موقع Soccerbase.com (لاعب) (الإنجليزية)
- إيليان كرياكوف على موقع Soccerway.com (الإنجليزية)